# Friedrich August Fiedler

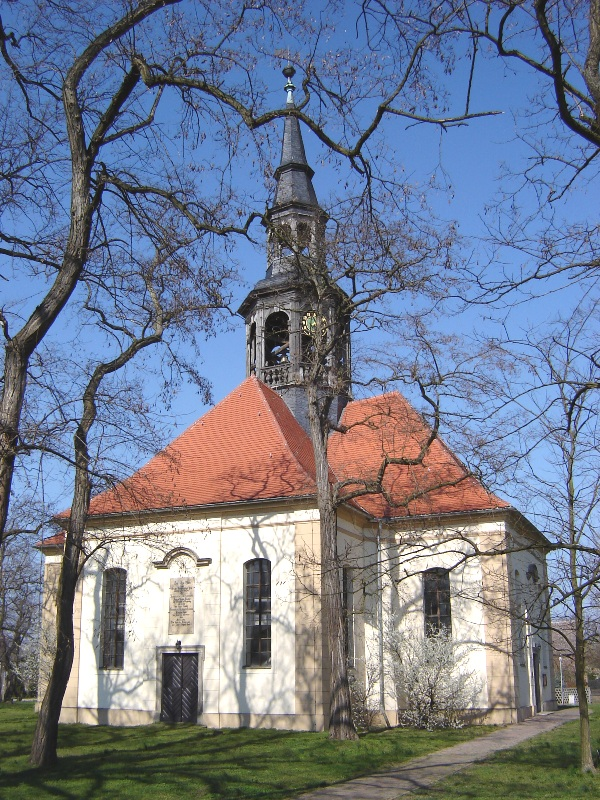
Dorfkirche Niegripp

Friedrich August Fiedler († 2. Januar 1756 in Magdeburg) war ein deutscher Landfeldmesser und Architekt.

## Leben
Friedrich August Fiedler, zunächst Unteroffizier, wurde nach abgelegter Prüfung unter eigenhändiger königlicher Genehmigung 1721 als Kammerlandmesser im Herzogtum Magdeburg bestallt.
Bekannt wurde er durch den von ihm 1722 zusammengestellten Atlas Cameræ Magdeburgensis, in dem Grundrisskarten von Ämtern des Herzogtums Magdeburg dargestellt wurden. Fünf der 73 im Atlas befindlichen Karten wurden von Fiedler selbst gezeichnet. Darüber hinaus stammen das Inhaltsverzeichnis, der Maßstabsindex, die Maßstabsleisten und die Beschriftungen der Kartenrückseiten von ihm.
Im gleichen Jahr kartierte Fiedler für das Fürstentum Blankenburg den Wienröder Forst im Gebiet zwischen Cattenstedt, Thale und Altenbrak und 1723/1724 vermaß er die Grenze des magdeburgischen Amts Oebisfelde.
Am 20. März 1726 wurde Fiedler dann als Nachfolger des Landbaumeisters Carl Nuglisch zum Landbaumeister im Herzogtum Magdeburg ernannt. Erhalten ist die von ihm 1732 gebaute Dorfkirche Niegripp sowie das von ihm 1736 geschaffene Schloss Angern. Weiterhin wirkte er unter anderem 1749 bis 1750 beim Kirchenbau in Drackenstedt und 1751 bei der Erneuerung des Kirchturms Sandbeiendorf mit.
Zum 30. Dezember 1755 erfolgte die Pensionierung Fiedlers aus Krankheits- und Altersgründen und die Ernennung des Kondukteurs Johann Gottfried Meinicke zu seinem Nachfolger.